# Workprint

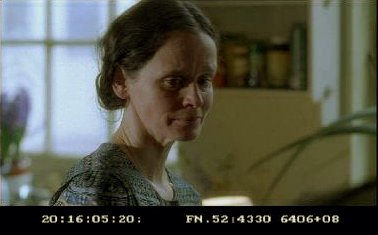
Exemple de Workprint du film "The Flies"

Un workprint est une version de travail d'un film, utilisée lors des phases de montage et de postproduction. En tant que version non finalisée, elle peut contenir du son qui devra être réenregistré, des stock-shots qui seront ensuite remplacés, des séquences avec des tests permettant le placement d'images animées et d'effets spéciaux numériques, etc.
Les workprints sont parfois copiés et mis à disposition illégalement sur Internet, jusqu'à des mois avant la sortie officielle du film. Un workprint de Hulk a ainsi été diffusé deux semaines avant sa sortie au cinéma tandis qu'une version de travail de Star Wars, épisode III : La Revanche des Sith a été mise à disposition sur Internet dans les heures suivant la sortie du film.